# Història d'Indonèsia

Sukarno

La història d'Indonèsia és la història del territori que actualment cobreix la República d'Indonèsia, que va néixer el 17 d'agost del 1945 amb la proclamació de la independència de les Índies Orientals Neerlandeses per Sukarno i Mohammad Hatta.

## Prehistòria

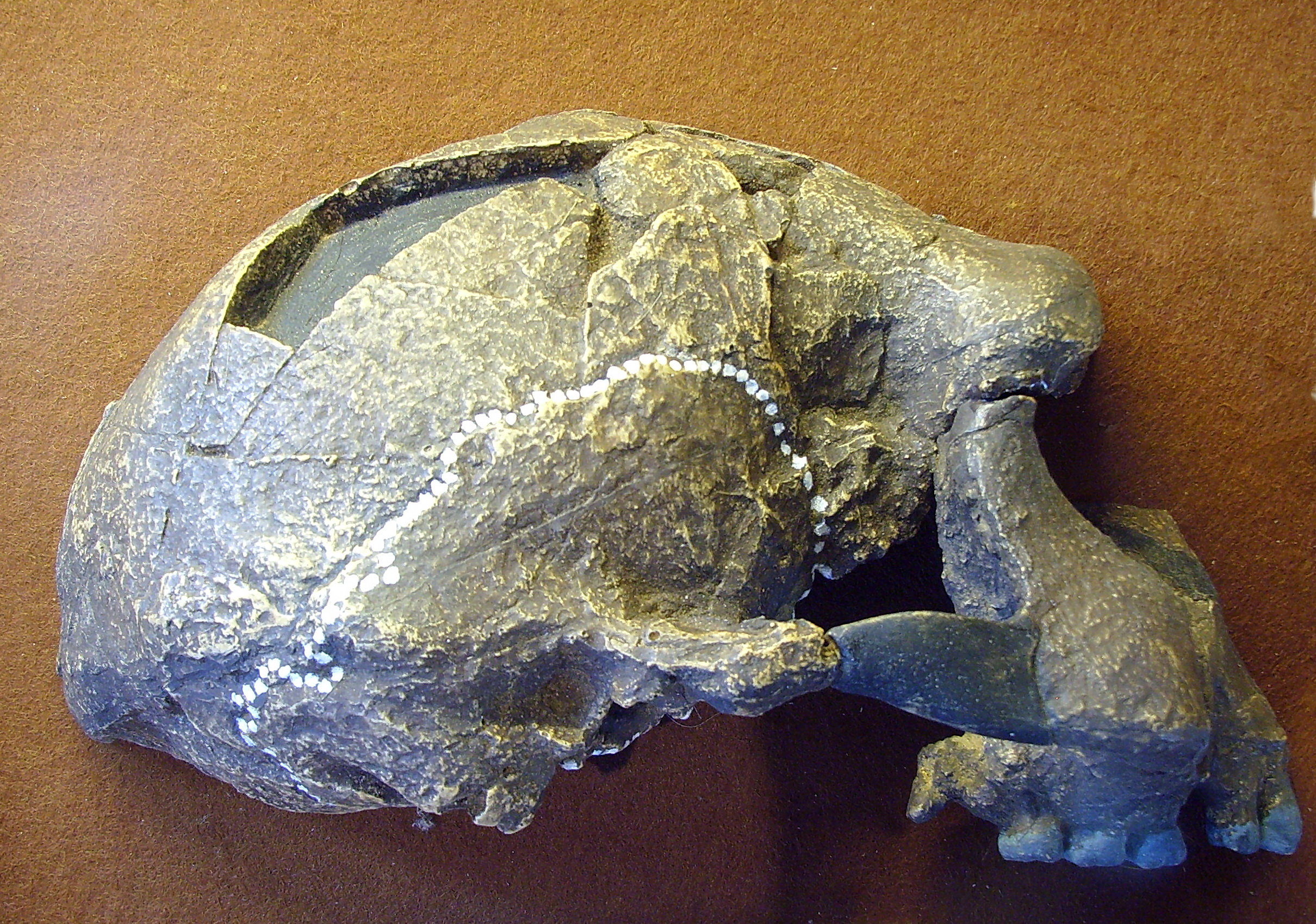
Rèplica de la calavera de l'home de Java, descobert a Sangiran, Java Central

Geològicament, la zona de la Indonèsia actual va aparèixer al Plistocè, quan encara estava unida al continent asiàtic. L'arxipèlag es va formar durant l'últim període glacial. S'ha trobat restes d'Homo erectus, coneguts com l'"Home de Java" que suggereixen que l'arxipèlag fou habitat entre fa 2 milions d'anys i 500.000 anys. S'ha trobat restes d'homo sapiens a la regió de fa uns 45.000 anys. Descobertes recents a l'illa de Flores, van trobar l'Home de Flores (Homo floresiensis), una homínid molt baix, tot i que hi ha disputes sobre si constitueix una espècie diferent. L'Home de Flores sembla que va conviure amb l'home de Java a diverses illes fins que es va extingir fa 10.000 anys.
La majoria de la població actual és d'origen austronesi. Aquests podrien haver arribat al voltant del 2000 aC La cultura Dong Son arribar a Indonèsia, on hi van portar tècniques de cultiu de l'arròs, el ritual del sacrifici del búfal, indústria del bronze i pràctiques megalítiques, entre d'altres. Algunes d'aquestes pràctiques encara es conserven avui en dia, incloent-hi les zones batak de Sumatra, les toraja de Sulawesi i diverses illes Petites de la Sonda. Els primers indonesis eren animistes que honoraven els esperits dels morts.
Al segle viii aC ja es troba cultiu dels arrossars de regadiu. Aquest va permetre que es creessin ciutats i petits reialmes al segle i d.C. Aquests reialmes (poc més que conjunts de pobles que tenien caps comuns) va evolucionar a grups d'humans que tenien religions tribals. Aquesta agricultura necessitava una societat ben organitzada, en contrast a l'agricultura de l'arròs de secà, que és una manera de cultiu més senzilla i que no necessitava una estructura social tan elaborada.

## Civilitzacions hindú-budistes

### Primers reialmes

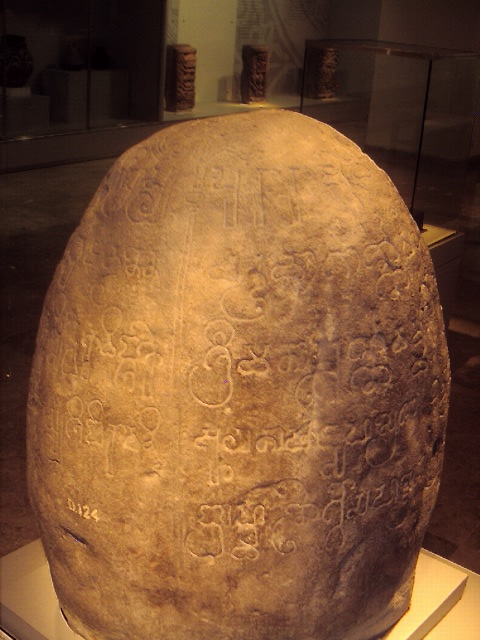
Pedra amb inscripcions datada de fa 1600 anys, de l'era de Purnawargan que es va fundar al subdistricte Tugu de Jakarta

El 200 aC apareixen referències escrites en sànscrit del Divipantara o Reialme Hindú de Java i Sumatra.
La relíquia arqueològica més antiga trobada a Indonèsia és del Ujung Kulon National Park, a Java Occidental. Una estàtua Hindú de Ganeixa del segle i d.C. es va trobar al cim del Mont Raksa, a l'Illa Panaitan. També hi ha proves arqueològiques d'un reialme al territori Sunda, a Java Occidental que data del segle ii.

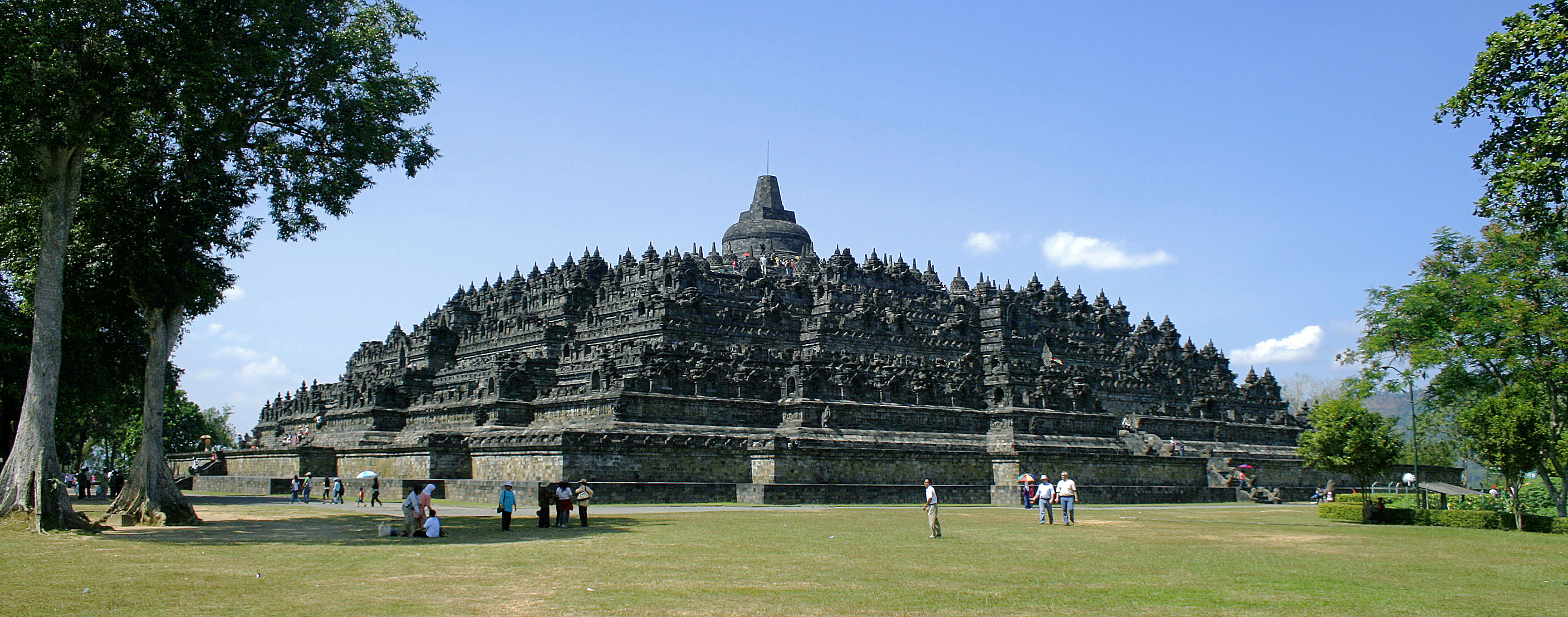
Monument budista del, de la dinastia Sailendra

Un nombre d'estàtues hindús i budistes van florir i després declinar per tota Indonèsia. A l'època del Renaixement europeu, Java i Sumatra ja havia vist més d'un mil·lenni de civilització i dos imperis majors. Un d'aquests era el Tarumanagara que va florir entre els anys 358 i 669. Localitzat a Java Occidental, a prop de Jakarta és el reialme del segle v, Purnarwarman, que va fer les primeres inscripcions conegudes de Java, la inscripció Ciaruteun, localitzada prop de Bogor. La inscripció és en sànscrit i encara és clara després de 1500 anys. Sembla que Purnawaran va construir un canal que va canviar el curs del riu Cakung i va drenar una zona de costa per a l'agricultura i la colonització. En aquesta inscripció sobre pedra, Purnawarman s'associava a si mateix amb Vixnu i braman i assegurava ritualment el projecte hidràulic.
A Kutai, Kalimatan Oriental s'han trobat sòcols en brut datats dels inicis del segle iv, a prop del riu Mahakam. Aquests sòcols tenien inscripcions en escriptura Pallava de l'Índia, en les quals hi posava:"Un regal per als sacerdots bramans".
La història política del l'arxipèlag indonesi entre el segle x i segle xi fou dominada pel regne Srivijaya, a Sumatra i per la dinastia Sailendra que dominava la part central de Java i que van construir Borobudur, el monument budista més gran del món. Al segle xiv i segle XV no es coneix massa bé la història de la zona per la manca de proves. Dos grans estats van dominar aquest període; Majapahit, a Java Oriental, el més important estat indonesi pre-islàmic i Malaca, a la costa occidental de la península de Malaca, l'imperi comercial musulmà més gran.

### Medang

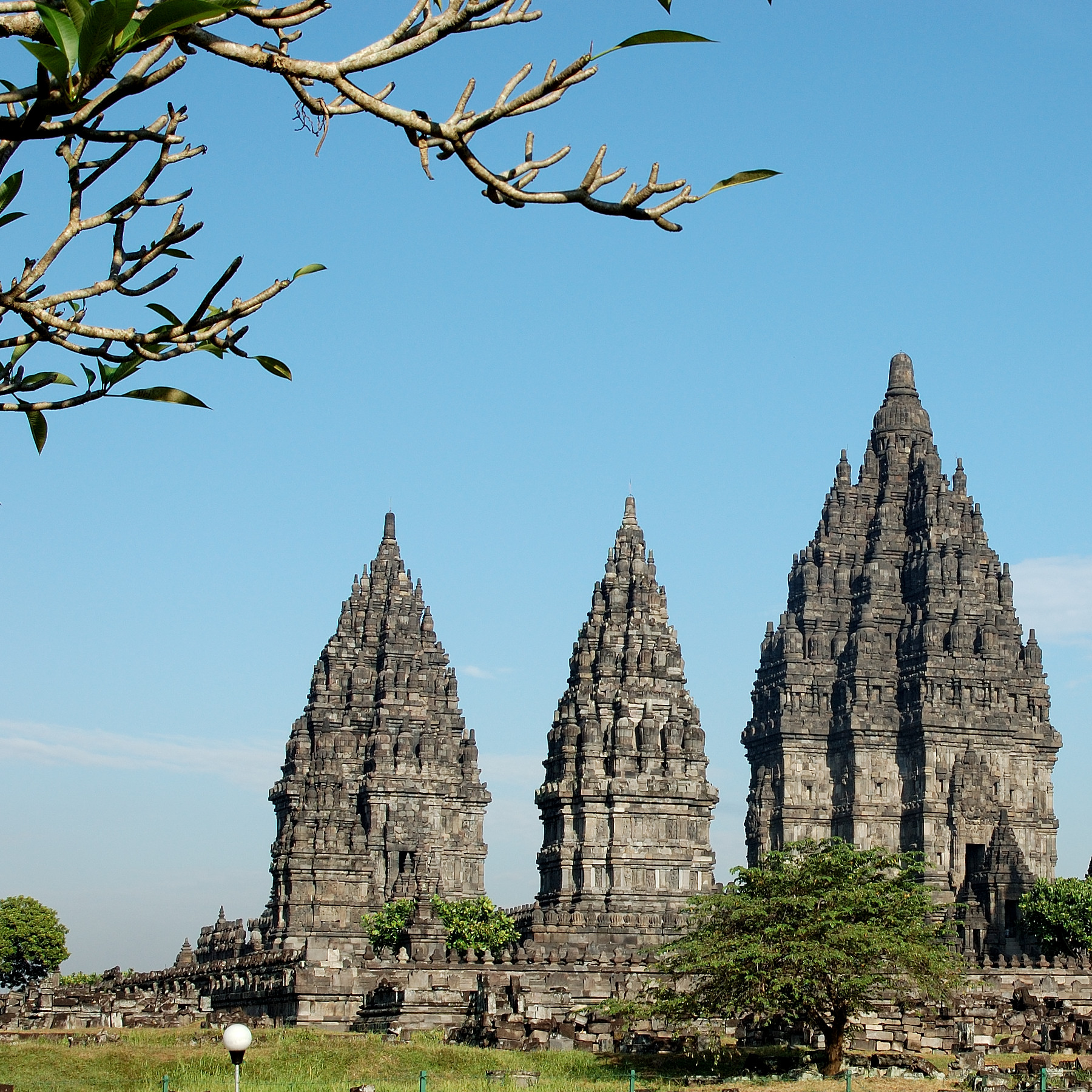
Prambanan a Java; construït durant la dinastia Sanjaya de Mataram, és un dels complexos de temples Hindús més grans del sud-est asiàtic.

Medang o antigament conegut com a Mataram fou un reialme indi basat a Java Central al voltant de la ciutat actual de Yogyakarta, entre el segle viii i el segle x. El centre del regne fou traslladat de Java Central cap a Java Oriental per Mpu Sindok. Aquest canvi fou causat per l'erupció del volcà del Merapi o per una lluita important.
El primer rei de Medang fou Sri Sanjaya. Aquest va deixar inscripcions sobre pedra. El temple monumental hindú de Prambanan fou construït per Daksa. Dharmawangsa va ordenar la traducció del Mahabharata a la llengua Javanès Antic, al 996.
El regne va col·lapsar vers el caos al final del regne de Dharmawangsa, per la pressió militer de Srivijaya Un dels últims reis importants de Medang fou Airlangga, que va regnar entre el 1016 i el 1049. Airlangga era fill de l'Udayana de Bali i estava relacionat amb Dharmawangsa, que restauraria el reialme, incloent-hi Bali, sota el nom de Kathuripan.

### Srivijaya

L'imperi de Srivijaya al Sud-est asiàtic

Srivijaya fou un regne malai de Sumatra que va ser molt influent en el sud-est asiàtic costaner. Des del segle vii, el poder del regne naval de Srivijaya florí com a resultat del comerç i les influències de l'hinduisme i budisme que importaven.

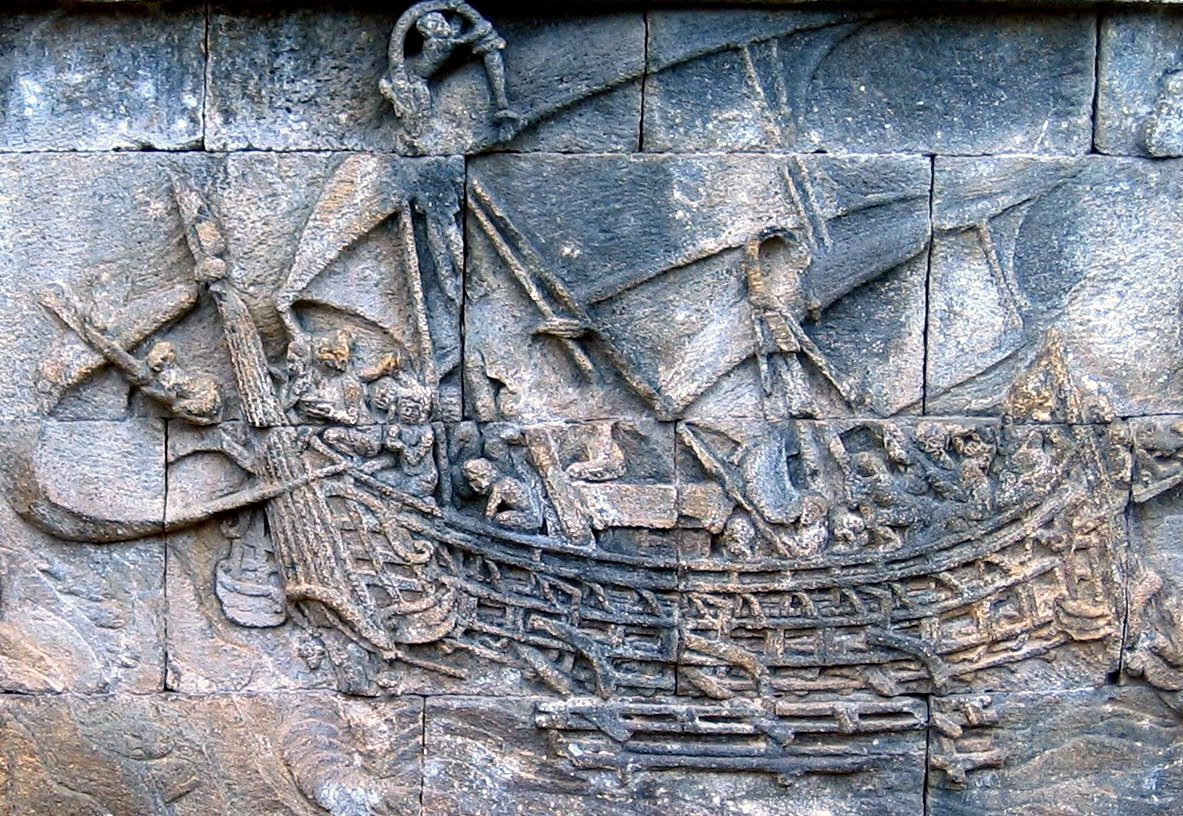
A principis del segle I d.C., vaixells indonesis comerciaven fins a Àfrica. Foto: Un vaixell a Borobudur, al 800 d.C..

Srivijaya va tenir el centre a Palembang. Srivijaya no era un estat en el sentit modern del mot. No tenia fronteres definides ni govern centralitzat. Més aviat Srivijaya era una forma confederada centrada en una cort reial. Era una talassocràcia i no tenia influència gaire lluny a l'interior de les zones de la costa de les illes del sud-est asiàtic. Era un imperi comercial. Les naus de Srivijaya van controlar el comerç a través de l'estret de Malaca.
Al segle vii, hi havia ports vassalls de Srivijay estaven a ambdues costes de l'estret de Malaca. A aquesta època, Srivijaya havia establert sobirania sobre grans zones de Sumatra, Java Occidental i a moltes zones de la península de Malaca. Va dominar l'estret de Malaca i l'estret de la Sonda, cosa que els feia amos i senyors del comerç de les espècies i del comerç local. Fou un poder marítim formidable fins al segle xiii. Srivijaya va propagar la cultura ètnica malaia a través de Sumatra, la península de Malaca i el Borneo occidental. La fortalesa del budisme vajrayana de Srivijaya va atreure peregrins i mestres d'altres zones d'Àsia.
Unes sèries de raids Chola del segle xi van trencar l'hegemonia Srivijaya i va permetre la formació de regnes regionals basats en l'agricultura intensiva més que en el comerç. La influència de Srivijaya va disminuir al segle xi. L'illa va caure en una període de conflictes entre els regnes javanesos, primer Singhasari i després Majapahit. D'aquesta manera es va començar a introduir l'islam a la regió Aceh de Sumatra per la influència dels comerciants àrabs i indis. A finals del segle xiii, el rei de Pasai del nord de Sumatra es va convertir a l'Islam. A aquesta època Srivijaya fou breument tributari de l'Imperi Khmer i més tard del Regne de Sukhothai. L'última inscripció data del 1374, en la qual es menciona un príncep, Ananggavarman. Srivijaya va deixar d'existir el 1414, quan Parameswara l'últim príncep del regne, es va convertir a l'Islam i va fundar el Sultanat de Malaca a la península de Malaca.

### Singhasari i Majapahit

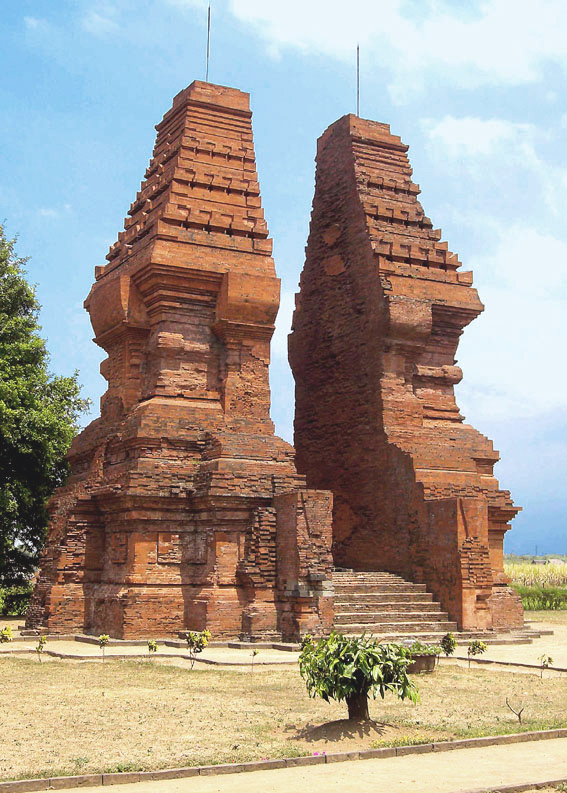
Wringin Lawang, exemple d'arquitectura Majapahit a Jatipasar, Trowulan, Java Oriental.

Tot i la falta de proves històriques, es coneix que Majapahit fou el més important dels estats pre-islàmics d'Indonèsia. El Regne Hindú de Majapahit fou fundat a Java Oriental a finals del segle xiii. El govern de Gajah Mada és considerat com l'"Edat d'Or" de la història d'Indonèsia. La seva influència es va estendre a la majoria del sud de la península de Malaca, Borneo, Sumatra i Bali, des del 1293 fins al 1500.
El fundador de l'Imperi Majapahit, Kertarajasa era el jove del cap del regne de Singhasari. Quan Singhasari va estendre el seu poder fora de Java, va cridar l'atenció de Khublai Khan, emperador mongol de la Xina, que va enviar-hi emissaris per a demanar tributs. Kertanagara, rei de Singhasari va refusar pagar-ne i el Khan hi va enviar una expedició punitiva que va arribar a les costes de Java el 1293. Llavors, un revel de Kediri, Jayakatwant, havia mort a Kertanagara. El jundadr de Majapahit es va aliar amb els mongols contra Jayakatwant i quan el regne de Singhasari fou destruït, es girà en contra dels mongols, a qui va obligar a fugir.
Gajah Mada, un ambiciós primer ministre i regent de Majapahit entre el 1331 i el 1364 va estendre el domini a les illes dels voltants. Pocs anys després de la seva mort, l'armada Majapahit va capturar Palembang, fet que provocà la fi del regne Srivijaya. Tot i que els reis de Majapahit van estendre el seu poder a altres illes i van destruir reialmes veïns, sembla que el seu focus es dirigia a guanyar el control sobre el comerç que passava a través de l'arxipèlag. Quan Majapahit fou fundat, els comerciants musulmans i proselitistes van començar a penetrar a la zona. Després del segle xiv, el poder de Majapahit començà a declinar, cosa que va possibilitar l'ascens del poder del Sultanat de Malaca. Les dates del final de l'Imperi Majapahit és entre el 1478 i el 1520. Al final del poder de Majapahit, molts dels seus cortesans, artesans, sacerdots i membres de la família reial es van moure a l'est de l'illa de Bali.

## L'edat dels estats Islàmics

### L'expansió de l'Islam

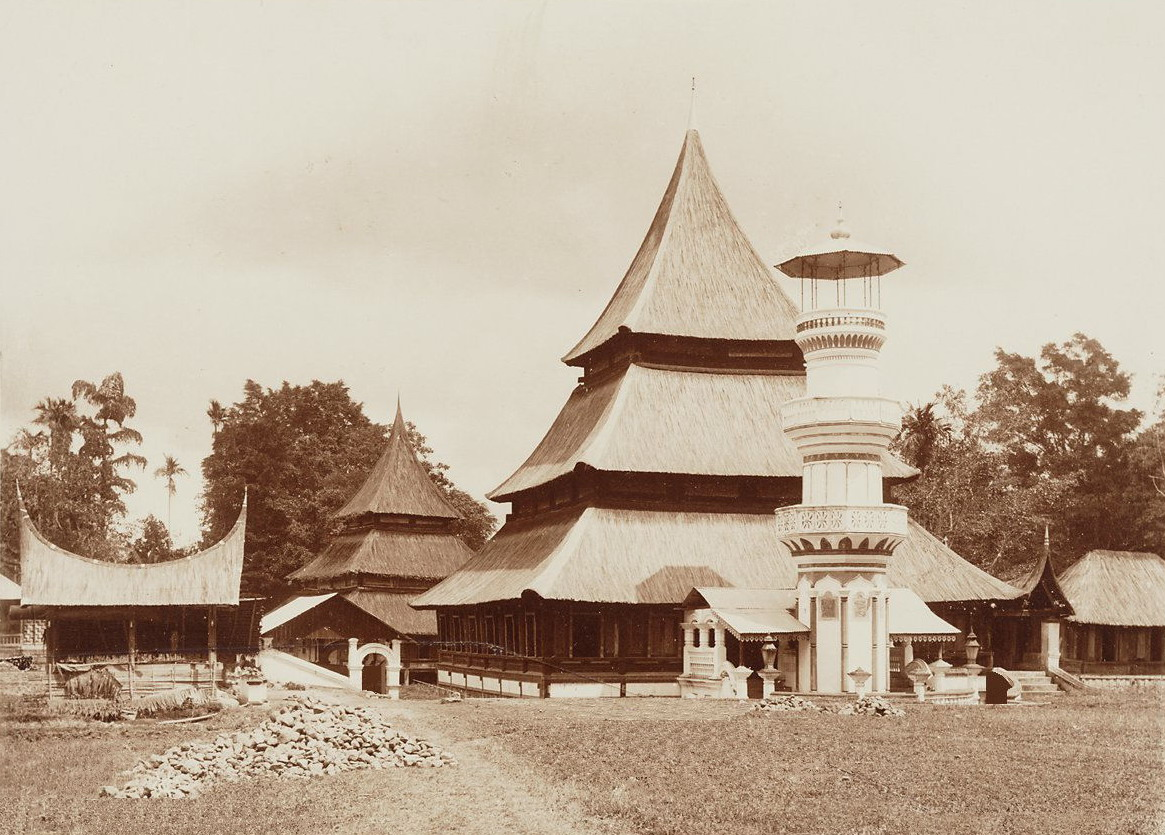
Mesquita a Sumatra Occidental amb l'arquitectura tradicional minangkabau

Tot i que els comerciants musulmans havien viatjat a través del sud-est asiàtic des dels inicis de l'era islàmica, l'evidència més antiga de poblacions islamitzades a Indonèsia data del segle xiii, al nord de Sumatra. Tot i que l'expansió de l'Islam comença a l'oest de l'arxipèlag, les proves fragmentàries no suggereixen una onada de conversions a través de les zones adjacents; més aviat, suggereix que el procés fou lent i complicat. L'expansió de l'islam fou conduïda per un increment dels lligams comercials fora de l'arxipèlag; en general, els comerciants i la reialesa de la majoria dels regnes foren els primers a adoptar la nova religió.
Altres zones indonèsies van adoptar gradualment l'Islam, convertint-la en la religió dominant de Java i Sumatra a finals del segle xvi. L'Islam es va sobreposar i barrejar amb les influències religioses i culturals prèvies, que va conformar un Islam particular a la zona. Únicament Bali va retenir una majoria hindú. A l'est de l'arxipèlag, els missioners musulmans i cristians foren actius entre el segle xvi i el segle xvii. Actualment la majoria de pobladors d'aquestes illes són creients d'aquestes dues religions.

### Sultanat de Mataram

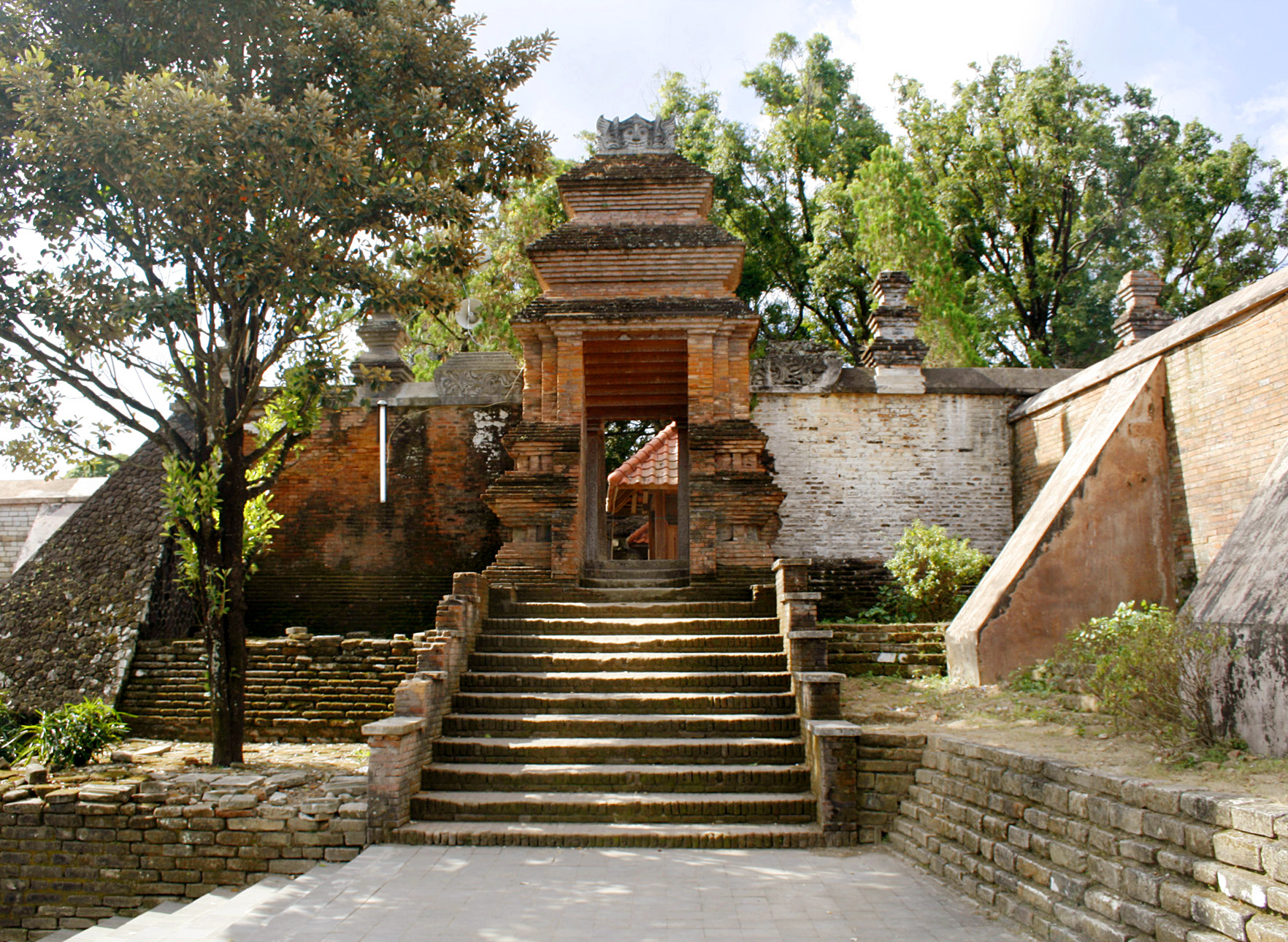
El cementiri dels sultans Mataram a Kota Gede, Yogyakarta.

El Sultanat de Mataram fou el tercer sultanat de Java, després del Sultanat de Demak Bintoro i el Sultanat de Pajang.
Segons els records javanesos, Kyai Gedhe Panamahan va esdevenir el governant de la zona Mataran als anys 1570 amb l'ajuda del regne de Pajang, a l'est.
El fill de Pamanahan, va reemplaçar el seu pare al tro al voltant del 1584. Sota Senapati Ingalaga, el reialme va créixer de manera important a través de campanyes militars regulars contra els seus veïns. Poc després de la seva ascensió, per exemple, va conquerir els patrons del seu pare, Pajang.
El regne del Panembahan Seda ing Krapyak (1601-1613), el fill de l'anterior, fou dominat per la guerra, sobretot contra la poderosa Surabaja, que ja era un centre important a Java Oriental. El primer contacte entre Mataram i la Companyia Holandesa de les Índies Orientals (VOC) fou sota el seu regnat. Les activitats holandeses a l'època eren limitades a comerciar a alguns assentaments de la costa i no podien interaccionar a l'interior del regne tot i que havien firmat una aliança contra Surabaya el 1613, any en què va morir Krapyak.
El Sultà Agung (Gran Sultà) era fill de Krapyak. Agung fou el responsable de la gran expansió i el llegat del patrimoni cultural de Mataram degut a les conquestes militars del seu llarg regnat que va durar del 1613 al 1646. Agung va acabar conquerint Surabaya després d'anys de guerra. Així, el regne Mataram dominava tot l'est i el centre de Java, així com Madura; només Banten i l'assentament neerlandès de Jakarta estaven fora del seu control. Tot i que va intentar expulsar els holandesos de Jakarta, no ho va aconseguir. El 1645 va començar a construir Imogiri, que serà el lloc d'enterrament de la majoris de la reialesa de Yogyakarta i Surakarta. El rei va morir el 1946, quan va perdre una batalla contra els holandesos però va deixar un imperi que dominava la majoria de Java i les seves illes veïnes.
El seu fill, Amangkurat I intentar portar l'estabilitat al seu reialme, assassinant a líders locals i tancant els ports perquè ell dominés tot el comerç amb els holandesos. A mitjans dels anys 1670 una onada d'insatisfacció va provocar una revolta oberta. El 1677, un príncep de Matura va capturar la cort del rei a Mataram. El rei va escapar a la costa nord amb el seu fill gran, el futur rei Amangkurat II. Amangkurat I va morir després d'aquests expulsió i el seu fill va esdevenir el rei el 1677. El nou rei, sense armada ni diners, va donar concessions importants als holandesos per a reinstal·lar-se al poder. Els holandesos, que preferien un imperi estable que afavoria el comerç van ajudar al nou rei a aconseguir el poder.

### El Sultanat de Banten

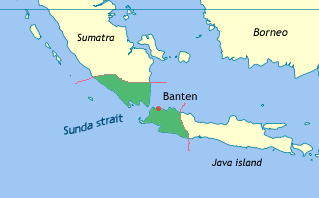
El Sultanat de Banten el 1570

El 1524-1525, Sunan Gunung Jati de Cirebon, amb els exèrcits del Sultanat de Demak van confiscar el port de Banten del Regne de la Sonda. Fou acompanyat per missioners musulmans que van ajudar que la població local es convertís a aquesta religió. Al seu pic fou a la primera meitat del segle xvii. El sultanat va deixar molts records històrics i arqueològics. El 1813 fou annexat per les Índies Orientals Neerlandeses.

## Era colonial
A principis del segle xvi van arribar successives onades d'europeus -portuguesos, espanyols, neerlandesos i britànics, van arribar per a dominar el comerç de les espècies i les seves fonts a l'Índia a les illes de les espècies (Moluques) d'Indonèsia. Això ho feien per a enfrontar-se als comerciants musulmans que, amb els seus aliats venecians monopolitzaven les importacions de les espècies a Europa. Les espècies, que tenien preus astronòmics eren molt cercades, no només per a conservar els aliments, si no per al seu ús com a medicines o pocions màgiques.
L'arribada dels europeus als sud-est asiàtic sovint és considerat com el moment decisiu de la seva història. Altres acadèmics no ho veuen així, argumentant que la influència europea durant aquests primerencs temps de la seva arribada (segles xvi i xvii) era molt limitada. Això és degut al fet que al segle xv, Europa no era la zona del món més dinàmica ni avançada. Més aviat, la força expansionista més important d'aquesta època fou l'Islam; el 1453, per exemple, els turcs otomans van conquerir Constantinoble, i l'Islam va continuar expandint-se a través d'Indonèsia i les Filipines. La influència europea, sobretot la neerlandesa, no va tenir un impacte important fins al segle xviii i segle xix.

### Portuguesos

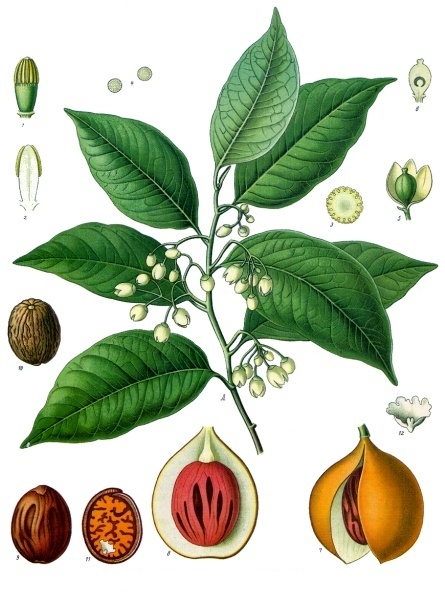
La nou moscada és nadiua de les Illes de Banda és una de les matèries primeres més valuoses del món. Feu que els poders colonials europeus intentessin anar a Indonèsia

Els expedicionaris portuguesos van començar a enviar expedicions a Malaca el 1512. Foren els primers europeus a arribar a Indonèsia amb la intenció de dominar les fonts de les valuoses espècies i d'estendre les missions de l'Església Catòlica Romana. Els portuguesos van colonitzar Maluku amb conquestes militars i amb aliances amb els governants locals, van establir llocs de comerç, forts i missions a les illes de Ternate, Ambon i Solor, entre d'altres. L'activitat de les missions portugueses fou important a partir de la segona meitat del segle xvi. A finals de l'època colonial, la presència portuguesa era reduïda a Solor, Flores i Timor Oriental degut al paper preponderant dels holandesos a la zona i que els portuguesos no van poder mantenir el control del comerç a la regió. En comparació amb l'ambició original portuguesa de dominar el comerç asiàtic, la seva influència en la cultura indonesia fou petita: el gènere musical keroncong (balades), un petit nombre de paraules d'origen portuguès a Indònesia que mostren el rol del portuguès com a llengua franca de l'arxipèlag; i molts cognoms de l'est d'Indonèsia com Costa, Dias, de Fretes, Gonsalves, etc. Els impactes més significatius de l'arribada dels portuguesos fou la destrucció i desorganització del la xarxa de comerç, sobretot com a resultat de la seva conquesta de Malaca i la primera implantació significativa del cristianisme a Indonèsia. Fins al present les comunitats cristianes han continuat existint al país.

### Companyia Neerlandesa de les Índies Orientals

Logo de la Cambra d'Amsterdam de la Companyia Neerlandesa de les Índies Orientals

El 1602 el parlament neerlandès va premiar a la Companyia Neerlandesa de les Índies Orientals (VOC) amb el monopoli del comerç i de les activitats a la regió abans que la companyia controlés cap territori a Java. El 1619, la VOC va conquerir la ciutat de Java Occidental, Jayakarta, on van fundar la ciutat de Batavia (avui, Jakarta). La VOC va esdevenir ràpidament involucrada en afers polítics interns de Java i va lluitar en moltes guerres amb Mataram i Banten.

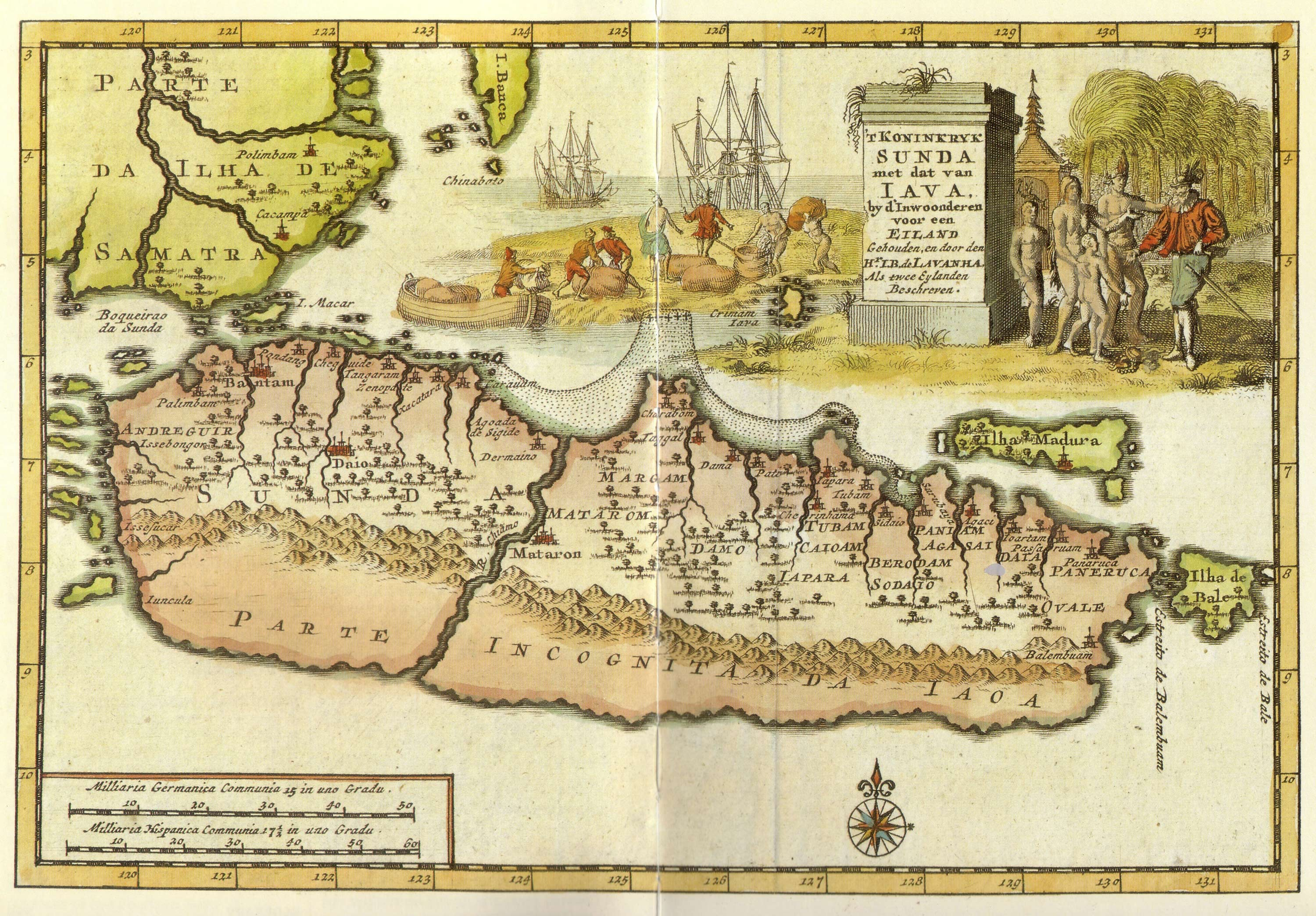
Mapa holandès de principis del quan els neerlandesos només coneixien bé el nord del port de Java.

Els holandesos van seguir les aspiracions, el coratge, la brutalitat i les estratègies i a més van tenir millor organització, armes, vaixells i millor finançament. Tot i que no van aconseguir controlar el comerç indonesi de les espècies, van tenir un millor èxit que els seus antecessors portuguesos. Amb la connivència dels holandesos, l'octubre de 1740, 10.000 xinesos foren massacrats a Jakarta. Van explotar la partició dels regnes petits de Java que havien reemplaçat Majapahit, establint una ciutat permanent a l'illa que esdevindria una de les possessions colonials més riques del món.

### Colònia Neerlandesa

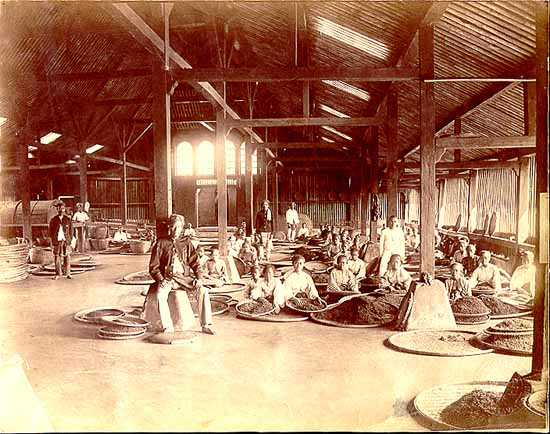
Fàbrica de te dels 1860s de Batavia

Les Índies Orientals Neerlandeses foren la colònia holandesa de l'actual Indonèsia. Després que la VOC fou dissolta el 1800 després d'haver fet fallida, i després d'un curt domini britànic sota Thomas Stamfort Raffles, l'estat neerlandès va prendre el control sobre les possessions de la VOC el 1816. Entre el 1825 i el 1830 es va produir la Guerra de Java, un aixecament javanès. Després del 1830 van introduir un sistema de treball forçat en cultius, el cultuurtelsen. Aquest sistema va portar una enorme riquesa als holandesos i als seus col·laboradors indonesis. El cultuurtelsen lligava els pagesos a la seva terra i els forçava a treballar a les plantacions governamentals 60 dies a l'any. El 1870, durant un període més lliberal, es va abolir aquest sistema. El 1901, els neerlandesos van adoptar el que van anomenar l'Ethische Politiek (Política Ètica), que incloïa invertir en l'educació indígena i reformes polítiques modestes, i el 1908 el govern colonial funda la Commissie voor de Volkslectuur (Comitè per a la literatura popular), responsable de la publicació tant d'obres clàssiques locals, populars i de les llengües regionals i malai, com les obres estrangeres traduïdes al malai imprès en caràcters llatins. Aquesta organització aviat va prendre el nom de Balai Pustaka (la casa del llibre).
A la majoria del període colonial, el control neerlandès sobre els seus territoris de l'arxipèlag indonesi fou tènue. Només als inicis del segle xx, havien assolit estendre el territori colonial a les fronteres de l'actual estat indonesi. El Timor Portuguès, avui en dia, Timor Oriental va romandre sota el domini portuguès fins al 1975, quan fou envaït per Indonèsia. El govern indonesi va declarar el territori una província indonesia però hi va renunciar el 1999.

## L'emergència d'Indonesia

### Aixecament Nacional Indonesi

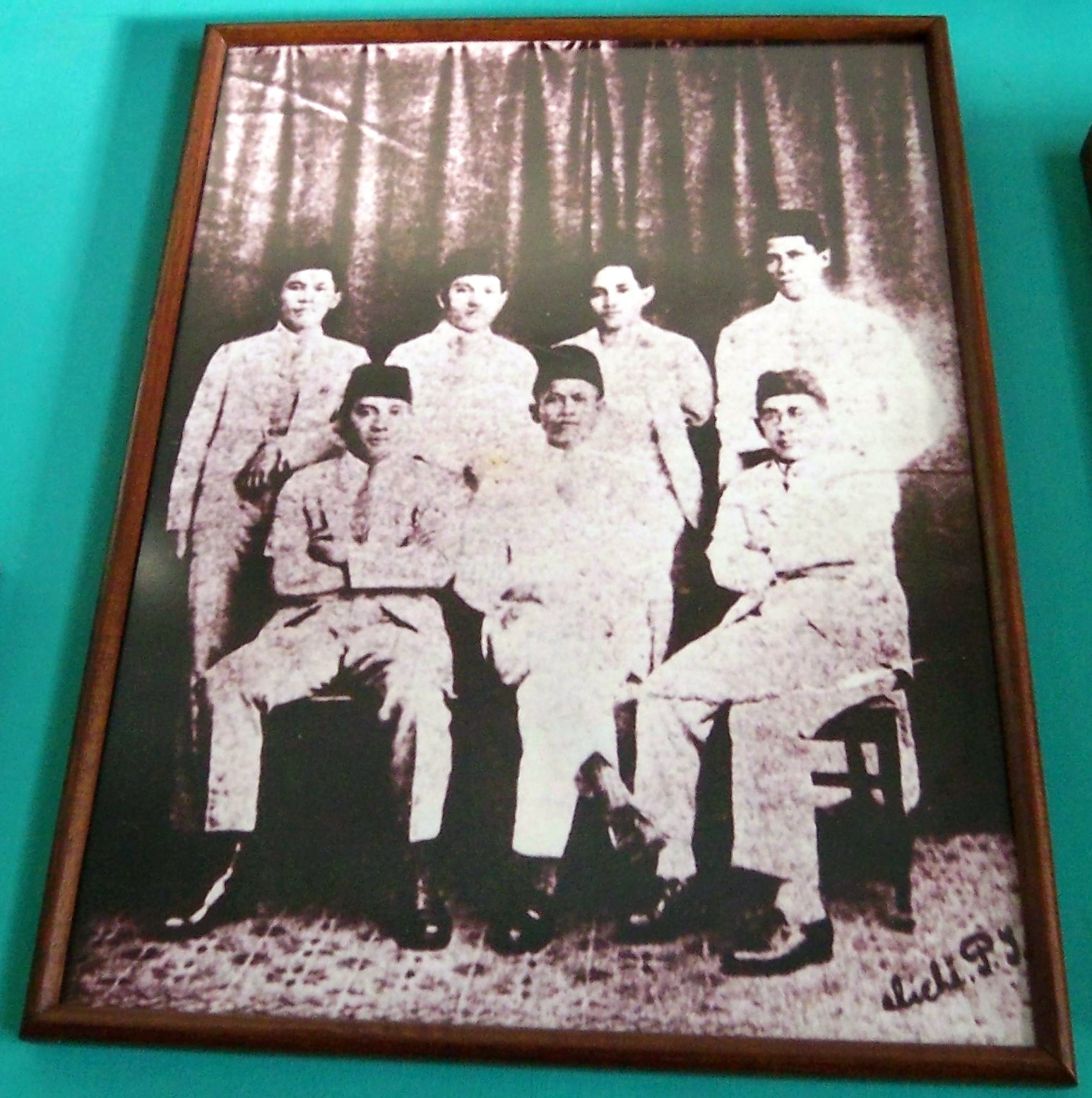
Membres del Partai Nasional Indonesia (Partit Nacional d'Indonèsia), una de les organitzacions més importants pro-independència

A l'octubre del 1908 es va formar el primer el primer moviment nacionalista, Budi Utomo (Filosofia Prima). El 10 de setembre del 1912 es va formar el primer moviment de masses nacionalista, Sarekat Islam. Al desembre del 1912, Sarakat Islam ja tenia 93.000 membres. Els neerlandesos, després de la Primera Guerra Mundial van respondre amb mesures repressives. Els líders nacionals eren un petit nombre de professionals i estudiants joves, alguns dels quals havien estudiat als Països Baixos. A l'època de la post-Primera Guerra Mundial, els comunistes indonesis que estaven associats amb la Tercera Internacional van començar a usurpar el moviment nacionalista. La repressió contra el moviment nacionalista va portar a molts arrestos, inclòs el del primer ministre indonesi, Sukarno, que fou empresonat per activitats polítiques el 29 de desembre del 1929. També fou arrestat Mohammad Hatta, el primer vicepresident d'Indonèsia. A més a més, el Sultà Sjahrir, que esdevindria el primer Primer Ministre d'Indonèsia, també fou arrestat a aquesta època.

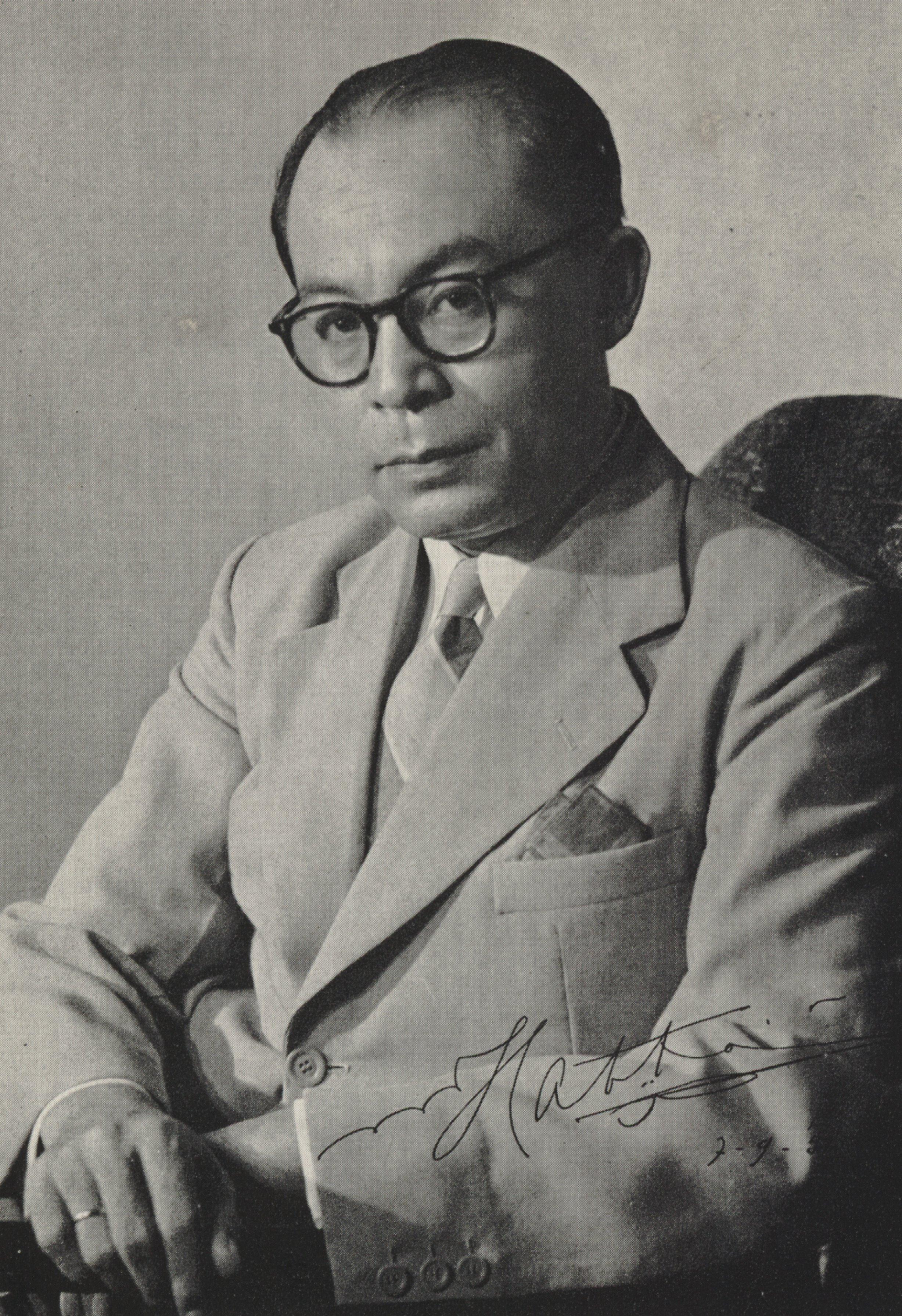
Mohammad Hatta, primer vicepresident d'Indonèsia i personalitat activa en el moviment nacionalista del nou estat

El 1914 el socialista neerlandès exiliat Henk Sneevliet va fundar el partit que després seria el Partit Comunista d'Indonèsia (PKI), el 1924. A l'època de la post-Primera Guerra Mundial, els Països Baixos van reprimir el PKI, partit que va créixer fins als 3000 membres el 1925. Entre el 1926 i el 1927 hi va haver una revolta del PKI contra els colonialistes neerlandesos que va patir una dura repressió. Les revoltes van acabar amb l'empresonament dels líders i d'altres dels 13.000 comunistes i nacionalistes arrestats.

### Ocupació japonesa

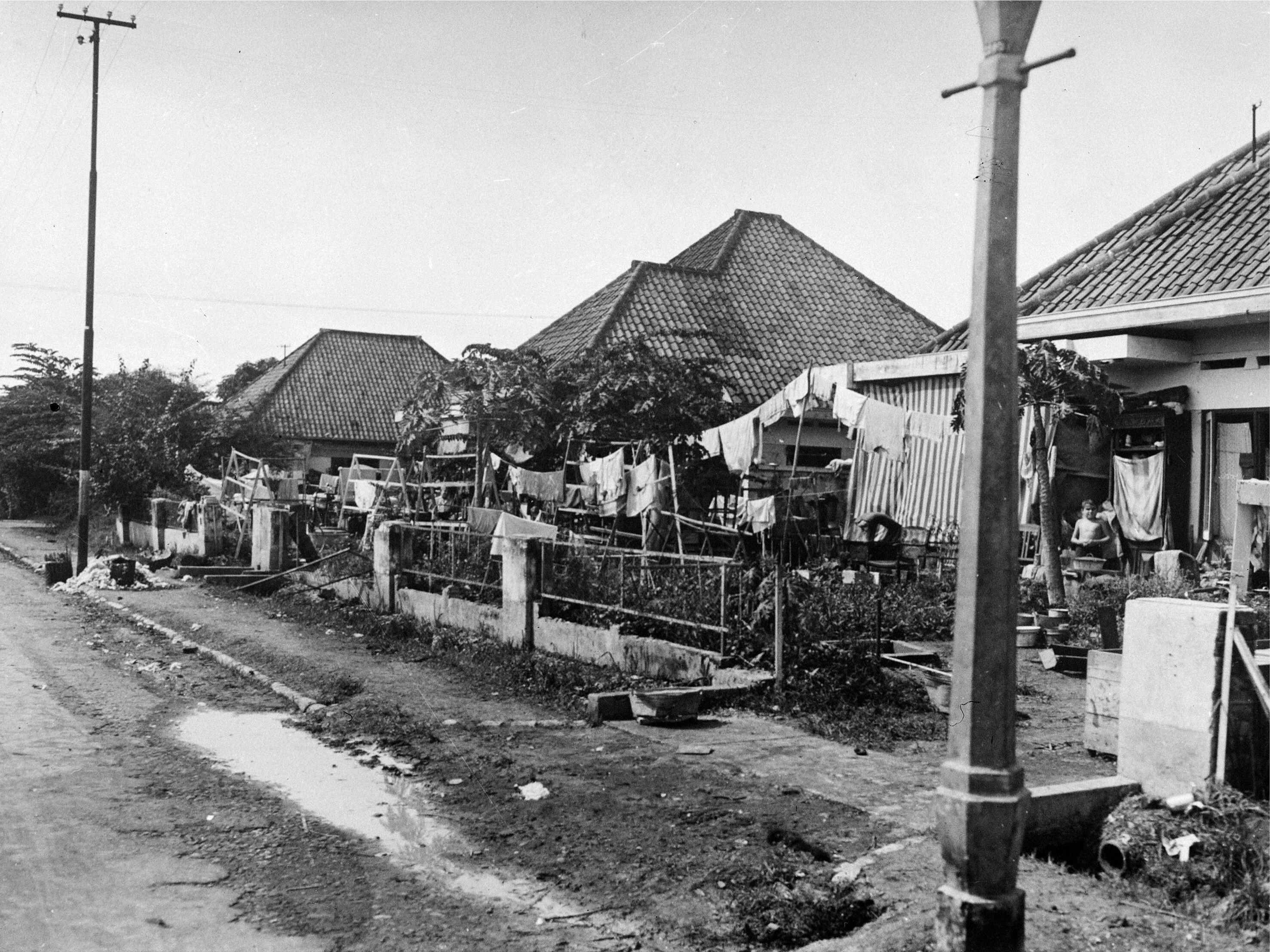
Camps d'internament a Jakarta. 1945

L'Ocupació japonesa de les Índies Neerlandeses fa posar fi al domini neerlandès durant la Segona Guerra Mundial, i va encoratjar el prèviament suprimit moviment independentista indonesi. Al maig del 1940, a principis de la Segona Guerra Mundial, els Països Baixos foren ocupats per Alemanya. Les Índies Neerlandeses Orientals van declarar l'estat de setge el juliol i van redirigir les exportacions cap al Japó, els Estats Units i el Regne Unit. Van negociar amb els japonesos per a solucionar el col·lapse del petroli del juny del 1941 i el Japó va començar la seva conquesta del Sud-est asiàtic el desembre del mateix any. Aquest mateix mes, faccions de Sumatra van rebre ajut perquè lluitessin contra el govern neerlandès. Les darreres forces neerlandeses van caure el març del 1942 a mans dels japonesos.
El juliol del 1942, Sukarno va acceptar l'oferta del Japó i va col·laborar-hi. El 1943, l'emperador del Japó va condecorar a Sukarno i a Mohammad Hatta. De totes maneres, l'experiència de l'ocupació japonesa d'Indonèsia varia molt, segons la posició social de cadascú. Moltes persones que vivien en llocs considerats importants van patir tortures, violacions, esclavisme, arrestos arbitraris i execucions, entre altres crims de guerra. Milers de treballadors de la guerra (romusha) van patir la fam i fins i tot van morir. La gent amb ascendència neerlandesa o descendents mixtes neerlandeso-indonesis van patir particularment l'ocupació japonesa.
El març del 1945, Japó va organitzà un comitè indonesi (BPUPKI) per la independència. A la primera trobada, al maig, Supomo va parlar de la integració nacional i contra l'individualisme personal; Muhammad Yamin va dir que la nova nació hauria de reclamar Sarawak, Sabah, Malaca i el Timor portuguès, així com tots els territoris previs a la guerra de les Índies Neerlandeses Orientals. El comitè va fer la Constitució de 1945. El 17 d'agost del 1945 Sukarno va proclamar de manera unilateral la Independència d'Indonèsia.

### Revolució Nacional Indonèsia

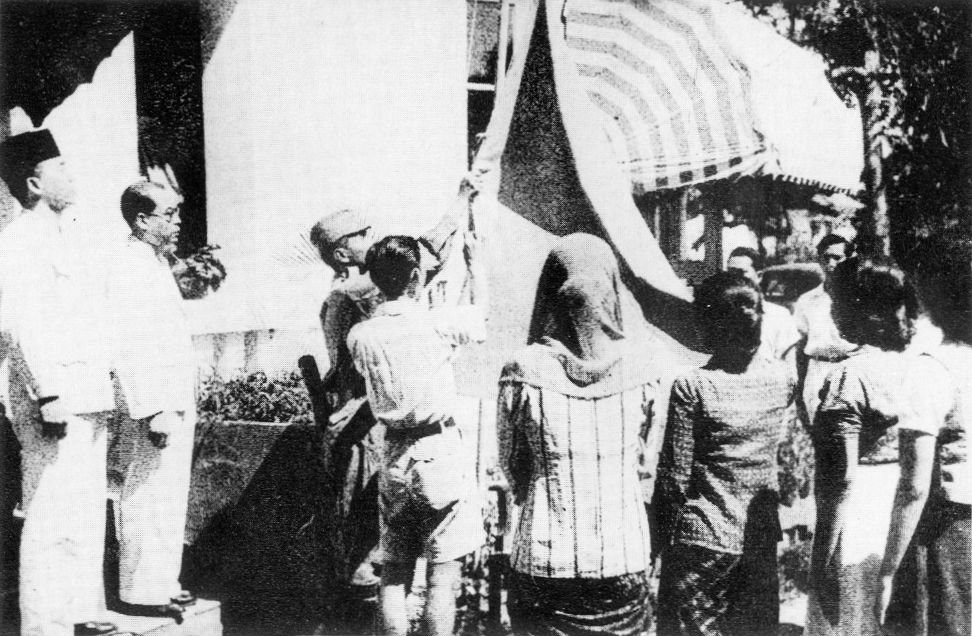
La bandera d'Indonèsia aixecada després de la Declaració d'Independència

Sota la pressió dels pemuda (grups joves radicals), Sukarno i Hatta van proclamar la Independència d'Indonèsia el 17 d'agost del 1945, dos dies després de la caiguda del Japó a la Segona Guerra Mundial. L'endemà el Comitè Nacional Central Indonesi (KNIP) va declarar Sukarno president i Hatta vicepresident. Van ocupar les oficines de govern japoneses.
Els neerlandesos, al principi van intentar recuperar el seu domini, però els Països Baixos van reconèixer la independència d'Indonèsia degut a la pressió internacional. Els esforços neerlandesos per a recuperar un control d'Indonèsia van trobar resistències. Al final de la Segona Guerra Mundial els nacionalistes van prendre les armes de l'exèrcit japonès i van fer una lluita de guerrilles. Grups de nacionalistes indonesis armats atacaven les tropes aliades. 3500 europeus van morir a Indonèsia després de la final de la Segona Guerra Mundial. Després de tornar a Java, les forces neerlandeses van reocupar ràpidament la capital colonial de Batavia i Yogyakarta, a Java Central, va esdevenir la capital de les forces nacionalistes. Els neerlandesos van negociar-hi i van aconseguir acords, però les disputes sobre la seva implementació i provocacions mútues van renovar el conflicte. En quatre anys, els neerlandesos ja havien recuperat la majoria d'Indonèsia però la guerrilla de la resistència persistia. El 27 de desembre del 1949 els Països Baixos van reconèixer la sobirania indonesia sota una estructura federal de la República dels Estats Units d'Indonèsia (RUSI). El 17 d'agost del 1950, cinc anys després de la proclamació de la independència, fou dissolt l'últim dels estats federals i Sukarno va proclamar una República d'Indonèsia unitària.

## Presidència de Sukarno

### Experiment democràtic

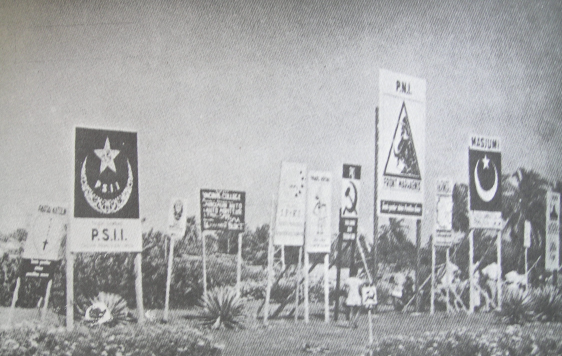
Pòsters electorals de les eleccions indoneses del 1955

Amb la lluita unificada per assegurar la independència d'Indonèsia van començar a aparèixer divisions de la societat indonèsia. Aquestes incloïen diferències regionals dels costums, religions, l'impacte del cristianisme i el marxisme i diferents versions de la dominació política javanesa. Seguint el domini colonial, l'ocupació japonesa i la guerra contra els neerlandesos, el nou país patia de molta pobresa, d'una economia ruïnosa, de molts baixos nivells educatius i de tradicions autoritàries. Els canvis de l'autoritat de la República van incloure els militants de la guerrilla islamista Dalul Islam, que va lluitar en forma de guerrilla contra la República entre el 1948 i el 1962; la declaració de República Independent de les Moluques del Sud pels ambonesos i revoltes a Sumatra i Sulawesi entre el 1955 i el 1961.
En contrast amb la Constitució del 1945, la Constitució del 1950 tenia un sistema parlamentari de govern i estipulava altes garanties per als drets humans, ja que va signar la Declaració Universal dels Drets Humans. Van proliferar els partits polítics que van provocar una sèrie de governs de coalició (17 gabinets entre el 1945 i el 1958). El 1955 es van celebrar les eleccions parlamentàries posposades; el partit victoriós fou el Partit Nacional d'Indonèsia (de Sukarno) i el Partit Comunista d'Indonèsia (PKI) va rebre un fort suport. Però ningú tenia la majoria, cosa que va fer que hi hagués curtes coalicions de govern.

### Democràcia guiada

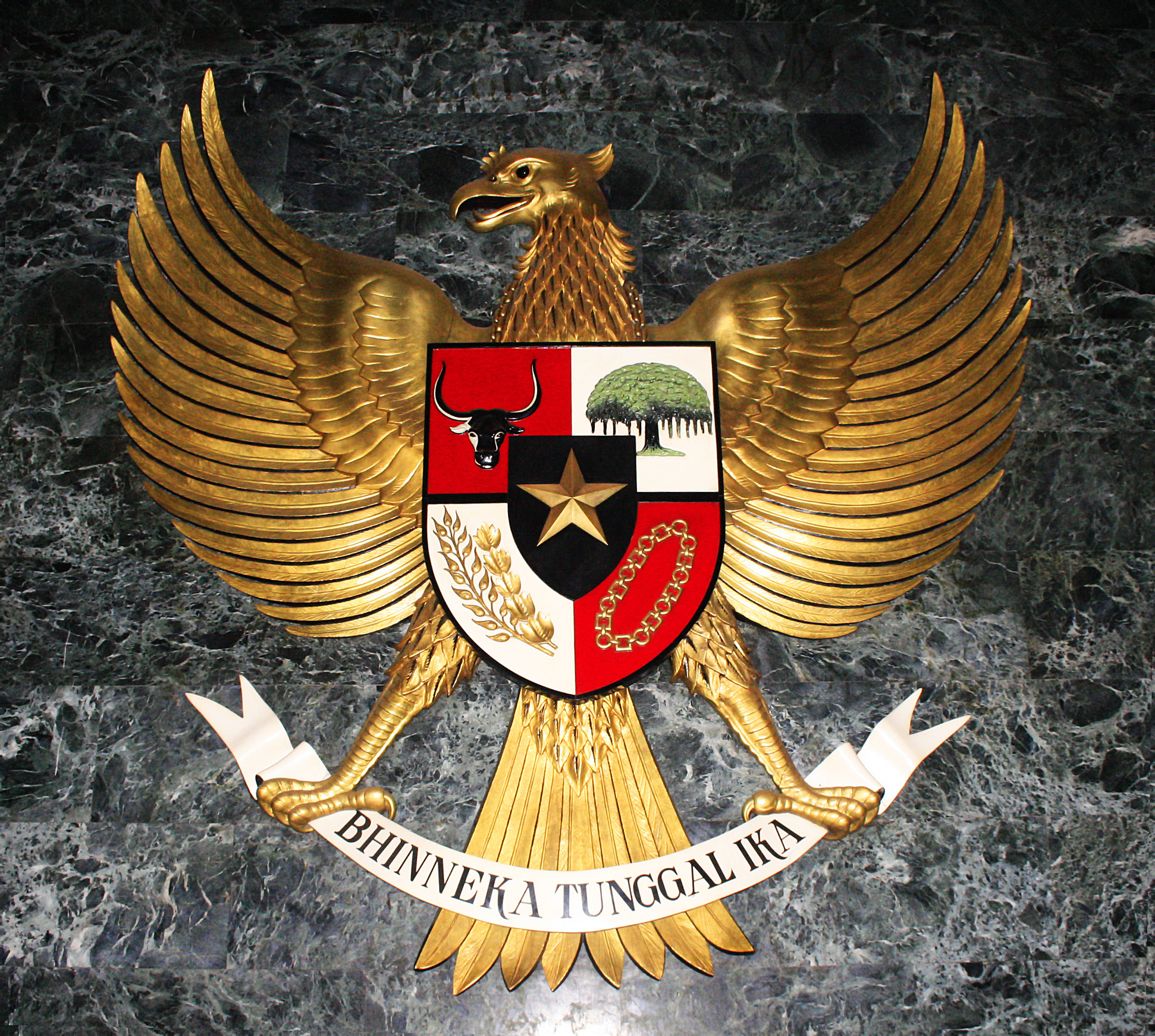
Escut de la República d'Indonèsia adoptat el 1950

El 1956, Sukarno va criticar obertament la democràcia parlamentària, ja que considerava que tenia conflictes inherents en contra de les nocions indonèsies de l'harmonia que havien de comandar les relacions humanes. Ell va buscar un sistema basat en el sistema tradicional dels pobles de la discussió i el consens, sota la guia dels ancians. Ell proposà una triple barreja de nasionalisme (nacionalisme), agama (religió) i komunisme (comunisme) en un govern cooperatiu Nasakom. Aquest intentava agrupar les tres principals faccions de la política indonèsia: l'exèrcit, els grups islàmics i els comunistes. Amb el suport dels militars, va proclamar, el febrer del 1957, una Democràcia Guiada i va proposar un gabinet en el qual s'hi representaven tots els partits polítics importants (inclòs el PKI). Els Estats Units van intentar treure el president del poder secretament, tot i que el Secretari d'Estat va declarar al Congrés estatunidenc que ells no estaven interessats en els afers interns d'aquell país.
Sukarno va derogar la Constitució de 1950 el 9 de juliol del 1959 en un decret que va dissoldre l'Assemblea Constitucional i va restaurar la Constitució del 1945. El Parlament electe fou substituït per un de triat pel president. També es va crear el Consell Assessor Suprem, que tampoc era elegit. Així, va acabar el sistema democràtic occidental, que no va retornar a Indonèsia fins al 1999.

### Revolució de Sukarno i nacionalisme
El carismàtic Sukarno parlava com un revolucionari romàntic i sota el seu rol autoritari Indonèsia va anar vers el nacionalisme. Sukarno era popularment referit com bung (germà gran) i es va dibuixar a ell mateix com un home del poble conduí les aspiracions d'Indonèsia. Va instigar una sèrie de projectes i monuments que celebraven la identitat indonèsia que fou criticada com substitutiva d'un desenvolupament real en una economia deteriorada.
Papua Occidental havia format part de les Índies Orientals Neerlandeses i per això els nacionalistes indonesis ho reclamaven. Indonèsia va instigar una confrontació militar i diplomàtica, juntament amb els neerlandesos, a un territori pro-soviètic el 1960. El 1963, Indonèsia va començar una confrontació amb el nou estat de Malàisia. Els estats del nord de Borneo, formalment britànics, Sarawak i Sabah van vacil·lar a crear Malàisia, mentres que Indonèsia es veia a si mateixa com amb drets de dominació sobre els malais i van donar suport a una revolució que no va funcionar a Brunei. Revivint les glòries de la Revolució Nacional d'Indonèsia, Sukarno va lluitar contra l'imperialisme britànic montant ofensives militars a la frontera indonèsia-malaia a Borneo. Occident, com que el PKI ajudava a Sukarno, es va alarmar de la política estrangera indonèsia i els Estats Units van deixar d'ajudar a Indonèsia.
La posició econòmica d'Indonèsia es va continuar deteriorant; a la meitat dels anys seixanta del segle xx, el govern va haver d'abandonar els subsidis públics per la manca de diners, la inflació era del 1000%, les exportacions disminuïen i les fàbriques operaven a un nivell mínim. Hi havia molta pobresa i la fam es va estendre.

## El Nou Ordre

### Transició vers el Nou Ordre
Descrit com el gran dalang (mestre de les marionetes), la posició de Sukarno depenia del balanç de l'oposició i l'increment de les forces hostils de l'exèrcit i el PKI. La ideologia anti-imperial de Sukarno va fer que aquest s'apropés a l'URSS i després a la Xina. el 1965, el PKI era el partit comunista més important fora de la Unió Soviètica i de la Xina. Penetrant a tots els nivells del govern, el partit va guanyar molta influència també a l'exèrcit.
El 30 de setembre de 1965, sis dels generals més grans i altres oficials van intentar un cop d'estat. El Moviment del 30 de Setembre va prendre posicions a la capital i van ocupar l'estació de ràdio. Van al·legar que estaven actuant contra d'un intent dels generals de l'exèrcit que volien enderrocar a Sukarno. En poques hores, el General Major Suharto, comandant de la Reserva Estratègica de l'Exèrcit (Kostrad) va mobilitzar la contra-acció i l'1 d'octubre va estar clar que el cop d'estat que només estava limitat a Jakarta, havia fallat. Segons l'exèrcit indonesi, el PKI estava darrere del cop, segons la versió de l'administració del Nou Ordre de Suharto.
Mentre que el rol del PKI en els esdeveniments de la nit del 30 de setembre a l'1 d'octubre està en debat, els efectes van ser devastadors. El PKI fou culpat per l'intent de cop d'estat i els anticomunistes van acabar liderant l'exèrcit i, encoratjat per les ambaixades occidentals, va conduir a una violenta purga anti-comunista a través de tot el país. El PKI fou destruït, i segons la majoria de les estimacions es va assassinar entre 500.000 i un milió de persones. La violència fou especialment brutal a Java i Bali. El PKI fou prohibit i més d'un milió de líders i afiliats van ser empresonats.
Al llarg del període de 1965-1966, el president Sukarno va intentar restaurar la seva posició política i tornar el país a la situació prèvia però la seva Democràcia Guiada estava destruïda per la destrucció del PKI. Així, Sukarno es va veure obligat a transferir els poders claus militars i polítics al General Suharto que havia esdevingut el cap de les forces armades. El març del 1967, l'Assemblea Provisional Consultiva del Poble (MPRS) va nomenar al General Suharto com a President. Aquest fou declarat formalment President el març del 1968. Sukarno va viure sota arrest domiciliari fins a la seva mort, el 1970.

### Atrinxerament del Nou Ordre

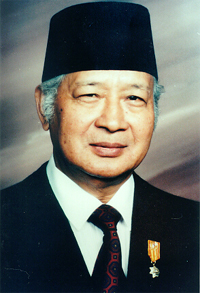
Suharto fou el president militar d'Indonèsia entre el 1967 i el 1998

Arran de l'ascens de Suharto, centenars o milers de persones foren morts o empresonats els grups militars i religiosos que els consideraven pro-comunistes. L'administració de Suharto és anomenada l'era del Nou Ordre. Suharto va invitar els estrangers a invertir a Indonèsia, tot i això, no es va produir un creixement econòmic sostenible. Tot i això, Suharto es va enriquir molt a ell mateix i a la seva família a través de les relacions comercials i la corrupció generalitzada.

### Annexió d'Iria Occidental
A l'època de la independència d'Indonèsia, els Neerlandesos van mantenir el control sobre la meitat occidental de Nova Guinea i va permetre que es dirigís vers l'autogovern i una declaració d'independència l'1 de desembre del 1961. Després que negociacions amb els neerlandesos sobre la incorporació del territori a Indonèsia fallés, el 18 de desembre, tropes paramilitars indonèsies van entrar al país. Hi va haver conflictes armats entre les tropes indonèsies i neerlandeses el 1961 i el 1962. El 1962 els Estats Units van pressionar els neerlandesos perquè signessin l'Acord de Nova York en virtut del qual Indonèsia va assumir la responsabilitat administrativa de West Irian l'1 de maig del 1963.
Rebutjant la supervisió de les Nacions Unides, el govern indonesi de Suharto va voler decidir la qüestió d'Iria Occidental (formalment, Nova Guinea Neerlandesa) al seu favor. En lloc d'organitzar un referèndum per a tots els residents d'Iria Occidental com havia acordat Sukarno, es va fer un " Act of Free Choice " en la qual van votar 1.025 representants papús dels consells locals, que van ser seleccionats pels indonesis. Després d'aprendre la llengua indonèsia, podien votar a favor de la integració del país a Indonèsia. Tots van votar-hi a favor per unanimitat. Una subsegüent Assemblea General de l'ONU va confirmar la transferència de la sobirania de Papua a Indonèsia.
Iria Occidental, reanomenada Irian Jaya (Papua) el 1973. L'oposició a l'administració d'Irian Jaya va fer créixer una activitat de guerrilla a petita escala als anys següents a l'assumpció del control per part de Jakarta.

### Annexió de Timor Oriental
El 1975, les autoritats de la Revolució dels clavells a Portugal van anunciar plans per a la descolonització del Timor Portuguès, la meitat oriental de l'illa de Timor; la meitat occidental de la mateixa era la província indonèsia de les Illes Petites de la Sonda Orientals. A les eleccions del 1975, Fretilin (Front d'Alliberament per la independència de Timor Oriental) i la UDT, alineats amb l'elit local, van emergir com els partits més importants, havent format prèviament una aliança per a fer una campanya a favor de la independència de Portugal. Apodeti, un partit que volia continuar la integració a Portugal, va tenir poc suport local.
Indonèsia va al·legar que Fretilin era comunista i temia que un Timor Oriental influenciaria el separatisme a l'arxipèlag. La intel·ligència militar va influenciar el trencament de l'aliança entre Fretilin i la UDT i va provocar una guerra civil a l'agost del 1975. Durant aquest temps, el govern portuguès va abandonar el territori i no es va reprendre el procés de descolonització. El 28 de novembre, Fretilin va declarar de manera unilateral la independència i va proclamar la República Democràtica de Timor Oriental. El 7 de desembre, Indonèsia va envair el Timor Oriental, annexionant un país amb 680.000 habitants. Indonèsia va estar ajudada materialment i diplomàticament pels Estats Units, Austràlia i el Regne Unit que veien a Indonèsia com un aliat anti-comunista.
Seguint la resignació de Suharto el 30 d'agost del 1998, els timoresos orientals van votar per la independència el 30 d'agost del 1999 en un referèndum esponsoritzat per l'ONU. Hi va participar el 99% de la població que ho podia fer i més de tres quarts van triar la independència tot i mesos d'atacs per part dels militars indonesos i la seva milícia. Després que el resultat fos anunciat els militars i milícies indonesis van matar uns 2000 timoresos orientals i van provocar el desplaçament de dos terços de la població, violar centenars de dones i noies i van destruir la majoria de la infraestructura del país. A l'octubre del 1999, el Parlament Indonesi (MPR) va revocar el decret que annexionava Timor Oriental i Administració transitòria de les Nacions Unides al Timor Oriental (UNTAET) va assumir la responsabilitat per a governar el Timor Oriental fins que va esdevenir un estat independent al maig del 2002.

### Transmigrasi
El programa Transmigració (Transmigrasi) era una iniciativa del Govern Nacional per a la població sense terres de les zones densament poblades d'Indonèsia (com Java i Bali) cap a zones menys poblades del país com Nova Guine, Kalimantan, Sumatra i Sulawesi. Aquest programa havia de reduir la pobresa i la superpoblació de Java i de proveir oportunitats als pobres que treballaven fort i per proveir força de treball a les illes exteriors per a una millor producció. El programa, de totes maneres, fou controvertit i es va acusar el Govern Indonesi per a utilitzar aquest migrants per a reduir la proporció de les poblacions nadiues a les zones de recepció per a trencar els moviments secessionistes. El programa sovint s'ha citat com un factor de controvèrsies i conflictes entre indígenes i colonitzadors.

## Final de Suharto

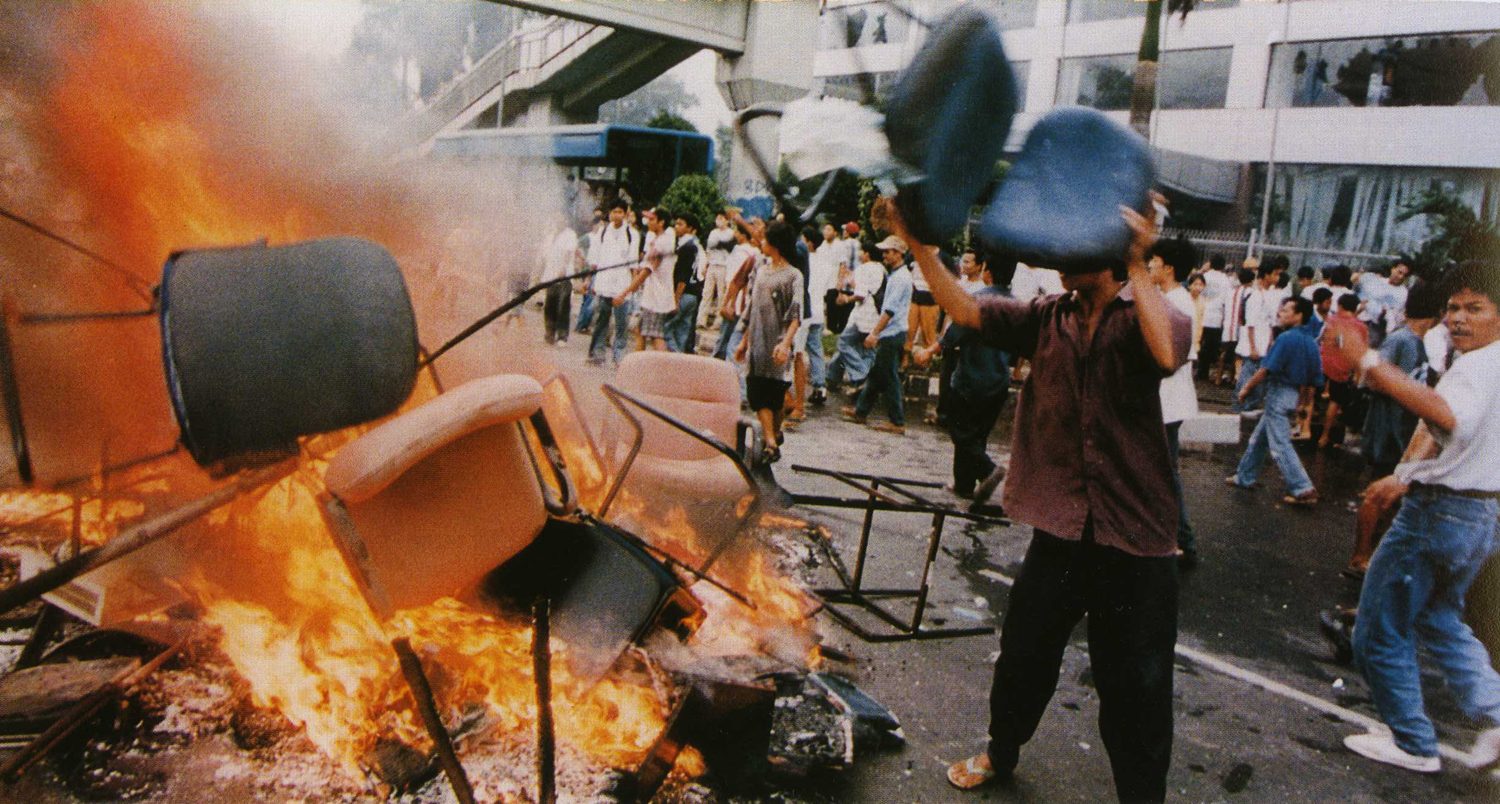
Turbes el 14 de maig del 1998 a Jakarta

### Movment pro-democràtic
El 1996, Suharto va dur a terme esforços per a evitar els canvis cap a un govern de nou ordre. El Partit Democràtic Indonesi (PDI), un partit legal que tradicionalment havia donat suport al règim, va canviar de direcció i va començar a plantejar la seva independència. Suharto va fomentar la divisió en el lideratge del PDI impulsant una facció lleial al portaveu del Representant del Poble al Consell Suryadi contra una facció lleial a Megawati Sukamoputri, filla de Sukarno i presidenta del PDI.
Després que la facció de Suryadi va anunciar a un congrés la possibilitat de fer fora a Megawati, aquesta va proclamar que els seus aliats protestarien. Hi hagué conflictes arreu d'Indonèsia entre les dues faccions i moltes confrontacions al carrer entre els protestants i les forces de seguretat. Les protestes van culminar amb la presa per part dels aliats de Megawati dels quarters del PDI a Jakarta.

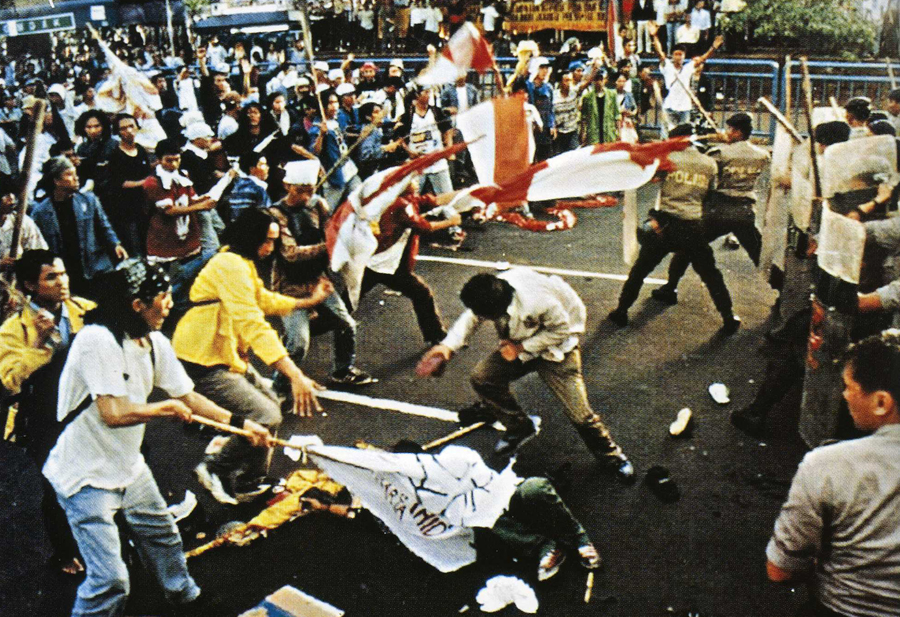
Estudiants universitaris contra forces de policia al maig del 1998

Suharto va permetre l'ocupació de la seu del PDI que va durar gairebé un mes, així com una sèrie de reunions d'alt nivell de l'ASEAN que hi va haver. Capitalitzant-ho, els aliats de Megawati van organitzar fòrums democràtics amb molts conferencians. El 26 de juliol, militars, Suryadi i Suharto es van manifestar obertament contra aquests fòrums.
El 27 de juliol, policies, soldats i aliats de Suryadi van atacar els quarters del PDI. Molts aliats de Megawati foren morts i més de dos-cents, empresonats i condemnats per lleis contra la subversió. El dia es va conèixer com el "Dissabte Negre" i marcà el començament d'una ofensiva renovada contra el govern de la Nova Ordre, a favor dels partidaris de la democràcia, ara anomenada "Reformasi" o Reforma.

### Crisi econòmica i resignació de Suharto
El 1997 i 1998, Indonèsia fou el país que va patir més la Crisi financera del sud-est asiàtic, que va tenir conseqüències terribles per l'economia i la societat indonèsia i per a la presidència de Suharto. Al mateix temps, el país va patir una sequera severa i els incendis forestals més importants de la seva història a Kalimatan i Sumatra. La rupia indonèsia va devaluar-se en picat. Suharto era objecte d'escrutini per part dels organismes internacionals de crèdit, sobretot el Banc Mundial, el FMI i els Estats Units per la malversació de fons i algunes polítiques proteccionistes. El desembre el govern de Suharto va signar una pel Fons Monetari Internacional en la qual es comprometia a mesures d'austeritat, que incloïen tallades als serveis públics i van remoure subsidis a canvi de rebre ajuda del FMI i altres donants. Els preus dels béns com l'arròs i el querosè i els honoraris pels serveis públics van caure dramàticament. Els efectes es van veure agreujats per la corrupció generalitzada. Les mesures d'austeritat aprovades per Suharto havien començat a erosionar la confiança interna amb el Nou Ordre i va donar lloc a protestes populars.
El març del 1998 Suharto es presentava a la reelecció per setena vegada, cosa que justificava per la necessitat del seu lideratge durant la crisi. El Parlament va guanyar les eleccions a un nou mandat. Això va provocar protestes i disturbis a tot el país: la Revolució d'Indonèsia de 1998 que va provocar la caiguda de Suharto. Les dissidències en el seu propi partit Golkar i en els militars finalment van enfonsar Suharto, que va dimitir el 21 de maig. Fou reemplaçat pel seu diputat Jusuf Habibie.
El nou president Habibie feu un nou gabinet ràpidament. Una de les seves principals tasques fou restablir els suports del FMI i de la comunitat de donants internacionals amb un programa d'estabilització econòmica. Ràpidament va alliberar presos polítics i va aixecar controls sobre la llibertat d'expressió i d'associació. Al juny del 1999 hi va haver eleccions pels parlaments nacionals i provincials. A les eleccions al parlament, va guanyar el PDI liderat per la filla de Sukarno, Megawati Sukarnoputri amb el 34% dels vots; Goklar (partit de Suharto) va obtenir el 22% dels vots.

### Política des del 1999

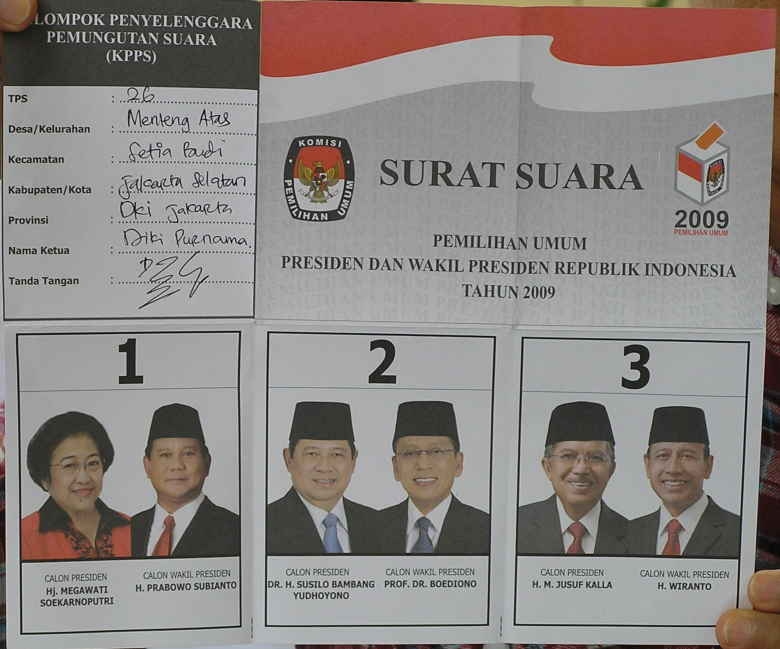
Propaganta electoral de les eleccions del 2009

A l'octubre del 1999, l'Assemblea Constultiva del Poble (MPR) va elegir a Abdurrahman Wahid com a President i a Megawati Sukarnoputri com a Vice-Presidenta. Wahid va formar el seu primer gabinet al novembre i un segon gabinet a l'agost del 2000. El govern del president Wahid va continuar amb la democratització i va encoratjar el creixement econòmic. A més a és, el seu govern va lluitar contra conflictes interètnics i inter-religiosos, sobretot a Aceh, les Moluques i Irian Jaya. Al Timor Occidental, els problemes dels timoresos orientals desplaçats i la violència provocada pels pro-indonesis al Timor Oriental van causar molts problemes socials i humanitaris. Un Parlament amb més poders va canviar les polítiques i prerrogatives del president Wahid, contribuint a un debat polític viu.
Durant la primera Assemblea Consultiva del Poble anual, a l'agost del 2000, el President Wahid va donar comptes dels seus canvis de govern. El 29 de gener del 2001, milers d'estudiants es van manifestar i van demanar que el president Wahid dimitís per escàndols de corrupció. Sota pressió de l'Assemblea, va fer un decret presidencial en el qual va donar a la vicepresidenta Megawati el control sobre les decisions del dia a dia del govern. Poc després, Megawati Sukarnoputri va assumir la presidència el 23 de juliol. El 2004, Susilo Bambang Yudhoyono va guanyar les primeres eleccions presidencials directes, que fou reelegit el 2009.

### Tsunami i acord de pau d'Aceh
El 26 de desembre del 2004, el Tsunami de l'oceà Índic del 2004 va devastar parts del nord de Sumatra, sobretot Aceh. En part com a resultat de la necessitat de cooperació i pau durant la recuperació del desastre del tsunami a Aceh, es van fer trobades de pau entre el govern indonesi i el Moviment Aceh Lliure (GAM). A Hèlsinki es van signar acords de pau, a favor de la desmilitarització i l'amnistia. Aquest acord va permetre que les forces nacionalistes d'Aceh formessin el seu partit polític i altres mesures autonomistes.